# Лекит
Лекит (азерб. Ləkit [Лякит]), — село на севере Азербайджана, в Гахском районе.

## История
Грузинские источники считают что название Лекит происходит от грузинского названия села Лекарти (груз. ლექართი). Летифова Э. М. считает, что селения Илисуйского султаната Лекит, Лекит-Кётюклю, Лекит-Малах и Лек (Курдул) сохранили в своих названиях этноним албанского племени легов. Согласно азербайджанским исследователям, в составе топонима Лекит сохранилось окончание множественного числа т, употреблявшееся в древних тюркских языках. Согласно же другим ученым окончание "-ит/-ид" в некоторых дагестанских языках обозначает "место". В селе насчитывалось 420 дымов.

## Население
Согласно по материалам археологии Кавказа, собранные экспедициями Императорскаго Московского Археологического Общества Лякетъ  — деревня в 12 вер. от Каки, населённая леками....
Согласно данным камеральной переписи населения 1869 года, опубликованных в 1872 году в Военном Обзоре Тифлисской губернии и  Закатальского Округа, составленном подполковником Генерального Штаба Филиповым, в Леките, относящемся к Илисуинскому наибству, проживало 106 семей лезгин и мугалов. В материалах Кавказского Календаря от 1915 года в Ляките показано проживание 492 семей мугалов (азербайджанцев).

## Церковь в селе Лекит
На расстоянии одного километра от Лекита находится круглый в плане храм VII века. Архитектура храма представляет собой небольшой тетраконх с экседрами на аркатуре (по три колонны в экседре), окруженный кольцевым обходом с круглой внешней стеной. Обнаружен Александром Хахановым в 1890-х годах. Описан после расчистки в 1940 году Петром Барановским. Находился в руинах. По реконструкции, предложенной Степаном Мнацаканяном, — трёхъярусный.

## Едди Килисе
В нескольких километрах северо-восточнее села Лекит на пути к селению Лекит-Кётюклю расположен архитектурный комплекс Едди Килисе, состоящий из нескольких культовых сооружений. Согласно распоряжению кабинета министров Азербайджана об исторических и культурных памятника, является памятником архитектуры местного значения.

## Мамырлы
В селе Лекит располагается водопад Мамырлы. Название водопада в переводе означает «Мшистый» и связано с многолетним процессом зарастания водопада зеленым мхом. Водопад располагается на высоте 550 метров над уровнем моря. Высота самого водопада достигает 15 метров при ширине 30 метров. С 5 августа 2006 года, решением кабинета министров Азербайджана, водопад Мамырлы является Гахским природным памятником и находится под защитой государства.